# フリーズ (ソフトウェア工学)
ソフトウェア工学におけるフリーズとは、開発プロセスにおいてソースコードや関連するリソースに対する変更のルールがより厳格なものに変更されるタイミング、またはそのルールが適用される期間のことであり、凍結（とうけつ）とも呼ばれる。フリーズはソースコードなどに対する変更の規模や頻度を縮小することにより、プロジェクトをリリースや、反復型開発であればイテレーションの終了段階へ近づける有力手段である。具体的なルールはフリーズの種類や開発プロセスに依存し、例えば「バグの修正のみを許可する」「開発チームの他のメンバーのレビューを経た変更のみを許可する」といったようなものがある。また、「ルールに反して変更を加える必要が生じた場合にフリーズ期間の延長する」といったように、想定外の事態が発生した場合のルールが盛り込まれることもある。
典型的なフリーズとして、以下の二種類が挙げられる。
- フィーチャーフリーズ、つまり「機能追加の凍結」では、プログラムへの機能（フィーチャー）の追加を中止し、開発資源をバグ修正や使い勝手の向上に集中させる。機能の追加は、テストされていないコードの追加や他の機能との相互作用によって、プログラム全体に大きな影響を及ぼすことがあるので、フィーチャーフリーズはプログラムの安定性の向上に寄与する。

- コードフリーズ、つまり「コード変更の凍結」では、ソースコードの一部または全部に対する変更を禁止する。特に大規模なソフトウェアシステムでは、ソースコードに対する変更は予期せぬ副作用により新たなバグを引き起こす可能性があるので、コードフリーズはテスト済みの機能における不具合発生の防止に寄与する。開発プロセスの最終段階、リリースやイテレーション終了直前のテストに適用されることが多いが、プログラムの一部が変更されている間に、他の部分での変更を凍結する場合もある。